# Aroplectrus flavescens
Aroplectrus flavescens är en stekelart som först beskrevs av Crawford 1915.  Aroplectrus flavescens ingår i släktet Aroplectrus och familjen finglanssteklar. Inga underarter finns listade.